# Fatalny romans
Fatalny romans (ang. The Last Seduction) – amerykański telewizyjny thriller filmowy z 1994 roku.
Film znany też w Polsce pod alternatywnymi tytułami: Ostatnie uwiedzenie oraz Ostatni podbój.

## Obsada[2]
- Linda Fiorentino - Bridget Gregory
- Peter Berg - Mike Swale
- Bill Pullman - Clay Gregory
- Bill Nunn - Harlan
- J. T. Walsh - Frank Griffith
- Dean Norris - Shep